# Arthur III de Bretagne
Pour les articles homonymes, voir Arthur de Bretagne et Arthur.
 (septembre 2009).
Arthur III de Bretagne dit « le Justicier », auparavant désigné comme le « Connétable de Richemont », né le 24 août 1393 au château de Suscinio, près de Vannes, et mort le 26 décembre 1458 à Nantes, est un seigneur breton, fils de Jean IV, duc de Bretagne, et de sa troisième épouse Jeanne de Navarre.
Blessé à la bataille d'Azincourt en 1415 et fait prisonnier, il reste en captivité en Angleterre pendant cinq ans. Il est nommé connétable de France par Charles VII le 7 mars 1425, reprend Paris aux Anglais le 13 avril 1436, après avoir été l'un des compagnons d'armes de Jeanne d'Arc.
À la fin de sa vie, il est brièvement duc de Bretagne, de 1457 à sa mort en 1458.

## Biographie

Blason du connétable de Richemont avant qu'il ne devienne duc de Bretagne.

Il reçoit de son père l'Honneur de Richmond, en Angleterre, les rois d'Angleterre refusant que les Bretons portent le titre de comte.
Il est également duc de Touraine, comte de Dreux, d'Étampes, de Montfort et d'Ivry et baron de Parthenay en 1415, mais la donation ne sera effective qu'en 1427.
Jean V menait une politique ménageant les deux partis anglais et français. Lorsqu'il signe en 1420 le traité de Troyes qui dépouille Charles VII, il autorise son frère Arthur à combattre sous la bannière française.

### Un engagement précoce
Au début du XVe siècle, la Bretagne du duc Jean V « le Sage » ménage les influences française et anglaise. Les liens économiques privilégiés de la Bretagne avec l'Angleterre pourraient l'orienter vers une alliance Outre-Manche. Avec la France, la méfiance persiste, conséquence, entre autres, de la tentative manquée d'annexion du duché par le royaume en 1378. Arthur de Richemont se voit néanmoins autorisé par Jean V, son frère, à recruter des troupes en Bretagne afin de servir la cause des Armagnacs contre les Bourguignons, dans la guerre civile qui déchire le royaume de France.

### La captivité
Maintenu dans son rôle de défenseur du parti Armagnac en Bretagne, ce après la Paix d'Arras du 4 septembre 1414 : alors que sur ordre de Louis de Guyenne les mots Bourguignons et Armagnacs étaient bannis du royaume — il était formellement interdit de les prononcer —, Arthur regagne Paris en octobre 1414. Apprécié du dauphin Louis de Guyenne, il reçoit les terres de Jean II de Parthenay-l'Archevêque, coupable aux yeux du roi d'avoir épousé la cause des Bourguignons au siège d'Arras. Afin de rentrer en possession des biens de ce seigneur jugé rebelle, Richemont doit entrer en campagne en juin 1415.
En août, le débarquement des troupes d'Henri V d'Angleterre en Normandie bouleverse les priorités. Richemont rejoint alors les Français à Azincourt à la tête d'un fort contingent d'hommes d'armes bretons. Engagé au matin du 25 octobre, le désastre est consommé en fin d'après-midi. Les chevaliers français sont fauchés dans la fleur de l'âge. Richemont n'est pas épargné. Blessé, il est emmené captif en Angleterre. Commence pour le jeune prince breton une longue période de captivité. Incarcéré au château de Fotheringhay, il est transféré en 1420 à la tour de Londres, sous la surveillance de Roger Ashton. Richemont accorde alors procuration à son frère Jean V pour défendre ses intérêts et négocier une trêve dans les affaires personnelles qui l'opposent à l'archevêque.
Henri V autorise bientôt, sous la pression de la diplomatie, son précieux prisonnier à se rendre en France. Richemont quitte donc l'Angleterre en septembre 1420, accompagné de quelques écuyers bretons. En décembre, il est témoin de l'entrée triomphale d'Henri V à Paris. En mai 1422, toujours captif des Anglais, il assiste à la prise de Meaux. Les historiographes français de l'époque ne lui pardonnèrent pas cette période passée aux côtés des Anglais, le soupçonnant d'avoir été tenté d'embrasser la cause de ceux-ci. Ce n'est finalement qu'après la mort d'Henri V, le 31 août, qu'Arthur recouvre une totale liberté. Estimant ne plus rien devoir aux Anglais : cette fois, ce sont les historiographes britanniques qui ne le ménagent plus guère.

### Le choix des armes françaises

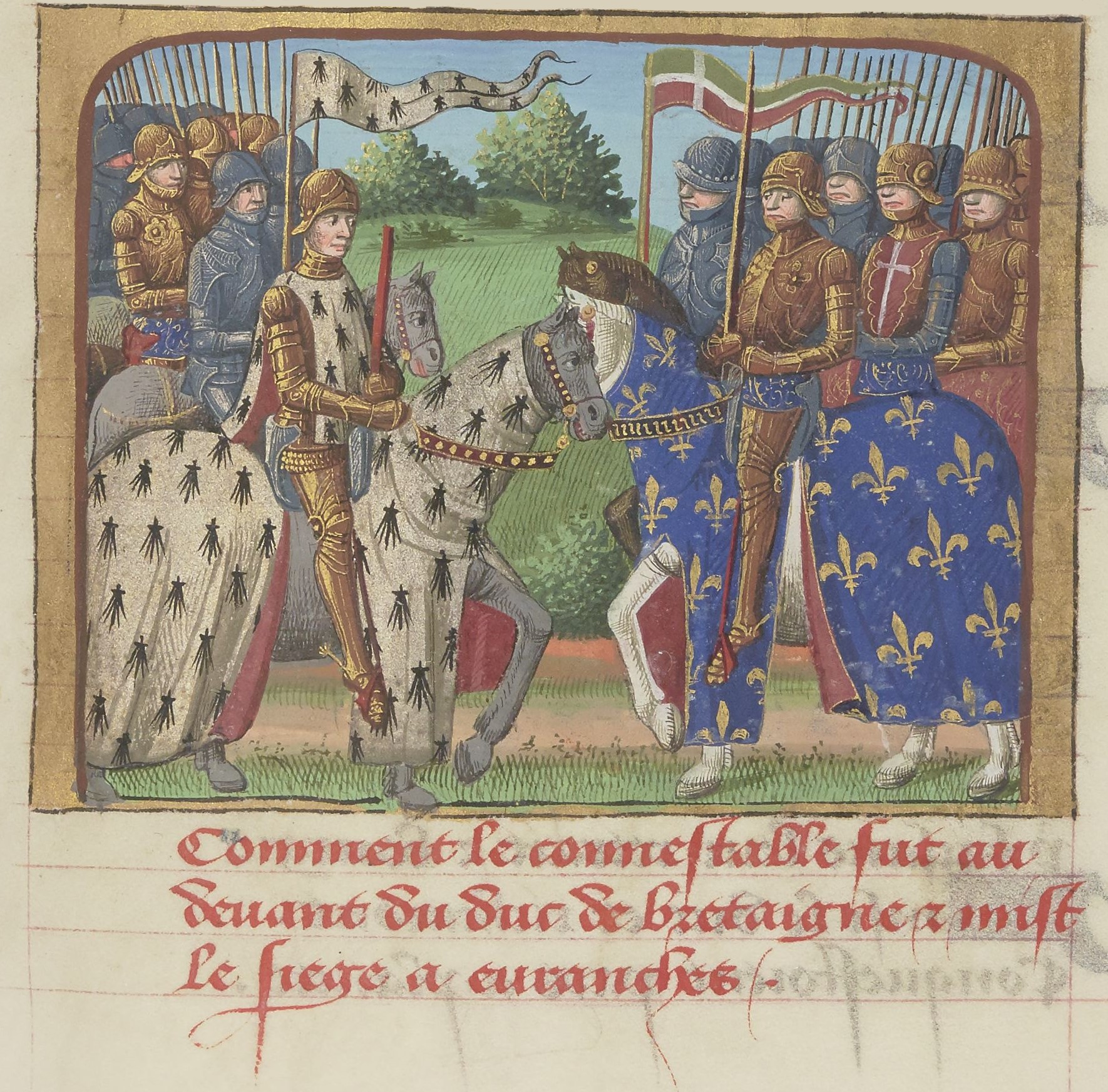
François Ier de Bretagne et Arthur, connétable de Richemont. Miniature issue du manuscrit de Martial d'Auvergne, Les Vigiles de Charles VII, vers 1484, Paris, BnF.

Débarrassé de toute entrave, Richemont se hâte de négocier les termes de son mariage avec Marguerite, duchesse de Guyenne, veuve du dauphin Louis et sœur du duc de Bourgogne Philippe le Bon. Après de longues négociations avec son frère Philippe le Bon devenu duc, Marguerite de Bourgogne (1393-1441)  finit par accepter un mariage politique avec lui ; le mariage est célébré à Dijon le 10 octobre 1423, donnant à Marguerite un rôle d'intermédiaire pour négocier une réconciliation entre le roi et le duc de Bourgogne.
Le désastre français de Verneuil laisse vacante la charge de connétable de France : une entrevue préliminaire entre Charles VII et Arthur de Bretagne a lieu à Angers en octobre 1424. Arthur de Bretagne devient la même année gouverneur du Berry (1424-1426). Richemont accepte l'épée de connétable que lui remet le roi, à Chinon, le 7 mars 1425. L'entente est pourtant de courte durée. L'entourage de Charles VII s'efforce de desservir Richemont auprès du roi. Début 1426, Richemont rejoint Jean V en Bretagne pour y jouer à nouveau les recruteurs avant d'assiéger, sans succès, les Anglais à Saint-James de Beuvron, près d'Avranches. Une seconde défaite des troupes commandées par Richemont aux Bas-Courtils, sur les grèves du Mont-Saint-Michel, rend Jean V plus prudent. Il interdit à son frère d'aventurer à nouveau la noblesse bretonne pour d'aussi petites entreprises.
La prudence de Jean V et l'embellie diplomatique anglo-bourguignonne fragilisent la position de Richemont auprès de Charles VII. Il lui devient difficile de recruter des troupes en Bretagne et il ne peut plus jouer les médiateurs entre Charles VII et la Bourgogne. Privé de sa pension de connétable, Richemont doit se contenter de livrer des batailles de seconde zone près de Parthenay et de Fontenay-le-Comte. Il reçoit la seigneurie de Parthenay en 1427 : la population de la ville est alors très rapidement hostile au nouveau gouverneur, qui fait renforcer les défenses du château côté ville, et adapte également les fortifications de la ville à l’artillerie par l’édification d’un boulevard d'artillerie.
En février 1427, avec l'appui de Yolande d'Aragon et de Georges de La Trémoille, il arrête et exécute sommairement Pierre II de Giac, le favori du roi. En septembre 1428, Richemont est disgracié en raison de ses échecs militaires et politiques puisque l'alliance avec le duc de Bretagne s'est révélée infructueuse ; en effet, confronté à l'offensive anglaise, Jean V de Bretagne procède à un nouveau revirement d'alliance en négociant en juillet 1427 avec le duc de Bedford avant de reconnaître le traité de Troyes le 8 septembre 1427.
Le connétable a peut-être été également desservi par la brutalité de ses méthodes et exigences. En 1425, fort de l'appui de la maison d'Anjou en la personne de Yolande d'Aragon, Richemont avait évincé les anciens fidèles du roi. Le médiéviste Olivier Bouzy considère que le connétable dominait le conseil royal par la force — au grand dam de Charles VII — en n'hésitant pas à commanditer l'exécution et l'assassinat de certains fidèles du souverain, tels Pierre II de Giac et le Grand Écuyer Jean du Vernet, dit le Camus de Beaulieu,. Philippe Contamine évoque une « incompatibilité d'humeur » entre Richemont et le roi.
Les Anglais accomplissent d'inquiétants progrès. Après s'être emparées de Laval et du Mans, les troupes du comte de Salisbury s'avancent vers Orléans. En octobre 1428, ils entreprennent d'assiéger la place. Charles VII refuse, malgré l'urgence de la situation, de rappeler Richemont. La disgrâce du connétable se prolonge. L'envoi de secours à Orléans décide Richemont à passer outre aux directives royales qui visent à l'écarter des affaires. Après avoir finalement rassemblé des troupes en Bretagne, le connétable entame sa marche. C'est au cours de sa chevauchée qu'il apprend la levée du siège d'Orléans (effective le 8 mai 1429) et la prise de Jargeau par l'armée française. L'approche de Richemont sème le trouble dans l'armée française. Après avoir consulté les capitaines, Jeanne d'Arc se résout à accepter sa venue. La jonction s'effectue non loin de Beaugency. Poursuivis et défaits à Patay et à Beaugency, les Anglais perdent nombre de leurs chefs. L'Anglais John Talbot est fait prisonnier. Malgré la victoire, Richemont reçoit l'ordre de s'en retourner et les places fortes ferment leurs portes sur son passage.
Attaché à la cause française, bien que toujours en disgrâce, Richemont s'en va batailler en Normandie, contraignant les Anglais à diviser leurs forces. Il mène également une guerre privée contre La Trémoille.
En 1432, lors du siège de Pouancé par son frère Jean V, duc de Bretagne, il accepte de combattre aux côtés des Anglais, mais réussit à négocier un traité permettant de mettre fin au siège avant que la ville ne tombe.
Il signe une paix éphémère avec La Trémoille en mars 1433 ; en juin de la même année, Jan II de Rosnyvinen tente d'assassiner La Trémoille sur l'ordre de Richemont, mais ne blesse sa cible que légèrement. Richemont fait alors enlever La Trémoille, l'emprisonnant au château de Montrésor ; Charles VII n'intervient pas, et Richemont récupère sa charge de connétable.

### Les campagnes victorieuses

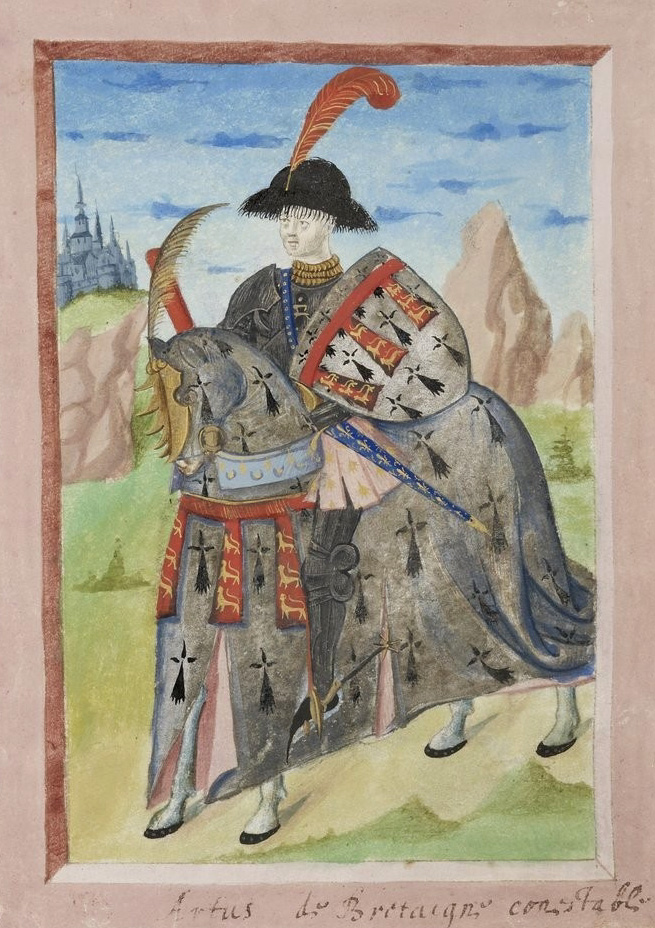
Le connétable Arthur de Richemont, enluminure sur parchemin, Armorial de Gilles Le Bouvier, dit Berry, héraut d'armes du roi Charles VII, ms. 4985,, XVe siècle, Paris, BnF.

Désormais les Bretons du connétable vont s'illustrer en Île-de-France et en Normandie. Début 1434, d'imposantes forces font face aux Anglais, non loin de Sillé-le-Guillaume. En juillet 1434, Richemont parvient à faire lever les sièges de Laon et de Beauvais. Il gagne ensuite la Champagne et la Lorraine. Conscient de la tournure que prennent les événements, le duc de Bourgogne Philippe le Bon entame, de son côté, un rapprochement avec le roi Charles VII. Au printemps 1435, des capitaines bretons, sur ordre du connétable, surprennent la garnison anglaise de Saint-Denis et parviennent à s'y installer provisoirement. Toutefois, pour chasser les Anglais de Paris, il faut s'y maintenir durablement.
Le 8 mars 1436, Charles VII nomme Richemont lieutenant-général en Île-de-France, Normandie, Champagne et Brie, avec la charge de reprendre Paris. Ayant reçu le renfort de troupes bourguignonnes, les Anglais sont repoussés aux portes de la capitale. Le 13 avril 1436, Richemont se présente sous les murs de la cité. La ville est en pleine effervescence. Victimes de la fureur populaire des Parisiens, les Anglais doivent se réfugier dans la bastille Saint-Antoine. Le 15 avril, la garnison capitule. La prise de Paris renforce encore la position de Richemont auprès de Charles VII, d'autant que les Bretons du connétable s'illustrent en Île-de-France aux côtés des grands capitaines français, Dunois, La Hire et Poton de Xaintrailles.
Des jalousies se font parfois jour comme au siège de Montereau, en 1437, où un chroniqueur rapporte la crainte des Français de voir les Bretons s'emparer de la cité avant eux.
En 1437, de concert avec Pierre de Rieux il s’empara du Pays de Caux. En juillet 1439, Richemont et ses capitaines, Pierre de Rostrenen, Tugdual de Kermoysan et Jean Budes, entament le siège de Meaux, l'une des plus solides places fortes du royaume. Meaux tombe le 12 août après une irrésistible offensive. Un chevalier écossais du nom de Thomas de Huston, de la région de Girvan, qui vint combattre les Anglais en France au nom de l’Auld Alliance, a été le premier à entrer dans la ville de Meaux assiégée. Pour cet acte, en 1454, il reçoit par don du roi la seigneurie de Gournay-sur-Marne. Olivier de Coëtivy se voit confier la garde de la place par le connétable de Richemont, lequel s'en retourne à Paris retrouver le roi. Dans les mois qui suivent, Richemont s'emploie à réorganiser l'armée inaugurant une longue série d'ordonnances. En 1441, la prise de Pontoise met un terme à la reconquête de l'Île-de-France.

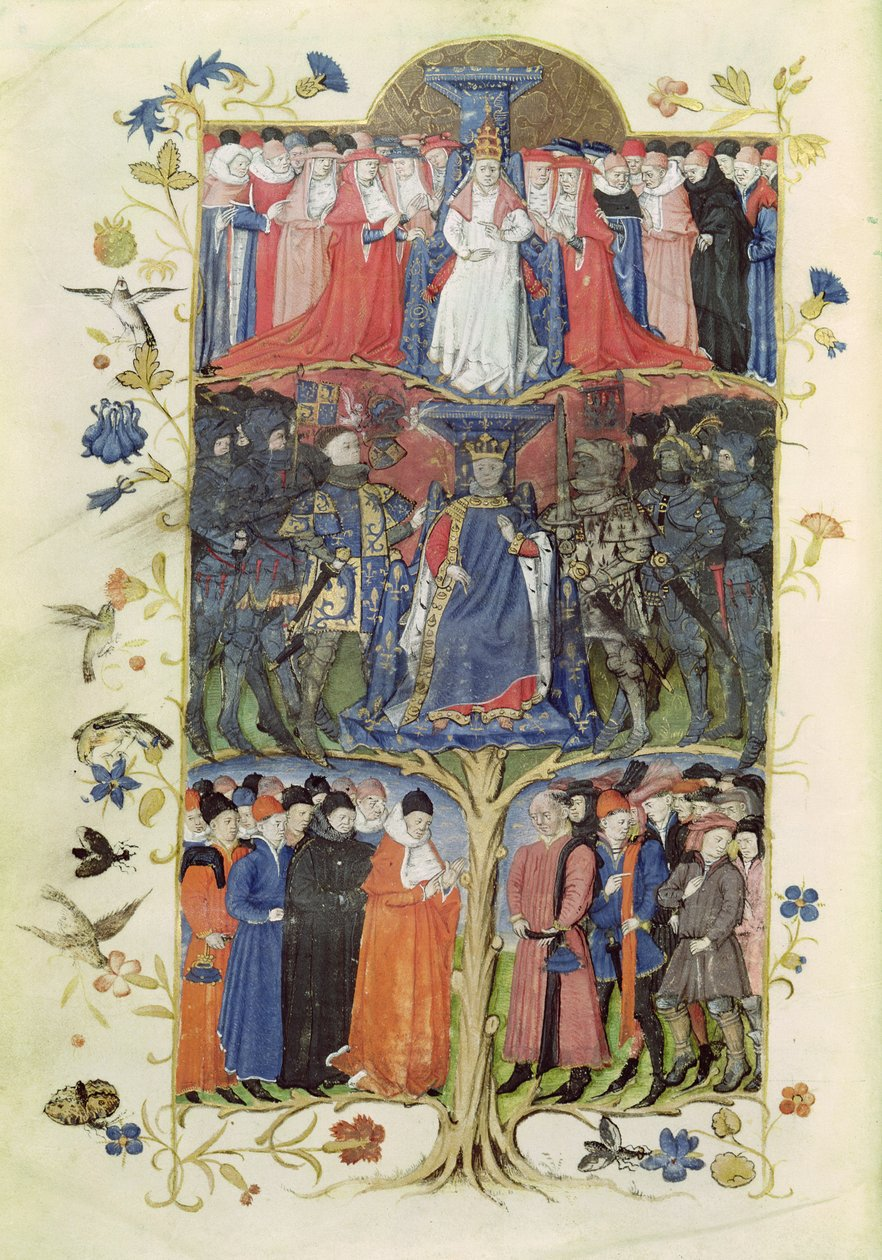
Les trois ordres dans L'arbre des batailles d'Honorat Bovet. Au centre de la miniature, le roi Charles VII (roi de France) entouré du dauphin Louis et du connétable Arthur de Richemont. Paris, BnF, Bibliothèque de l'Arsenal, ms. 2695, XVe siècle.

En 1440, la révolte dite de la Praguerie tente de se débarrasser de lui. En 1442, l'expédition de Tartas fournit au connétable l'occasion d'une véritable démonstration de force en Guyenne et en Gascogne.
Sur le plan personnel, Richemont contracte un second mariage avec Jeanne d'Albret avant de rejoindre la Bretagne, en décembre, pour y voir François Ier de Bretagne, le nouveau duc, son neveu, faire son entrée dans sa bonne ville de Rennes.
Les trêves de Tours, conclues en 1443, permettent au connétable d'éloigner les dangereux routiers hors du royaume. En 1444, les troupes d'Écorcheurs se tournent vers le Saint Empire, ravageant le Pays messin, avant d'assiéger la ville de Metz. Richemont va poursuivre ensuite ses réformes militaires, au nom de Charles VII. La discipline dans l'armée est rétablie, et une armée permanente est formée en 1445, les compagnies d'ordonnance (aujourd'hui gendarmes).
En mars 1449, les trêves sont rompues lorsque le duc de Bretagne, immédiatement soutenu par Charles VII, entreprend de reprendre Fougères, tombé aux mains de François de Surienne, capitaine français à la solde des Anglais. On assemble des troupes bretonnes à Rennes. La campagne de Normandie s'engage. Des objectifs sont fixés. Dunois commande l'armée française, armée qui s'emploie à Rouen. Début septembre, les Bretons quittent Dol et s'avancent vers Le Mont-Saint-Michel. Coutances et Saint-Lô sont emportées. En octobre, le connétable met le siège à Gavray, l'une des places les mieux défendues du Cotentin. Le 15 avril 1450, les Bretons du connétable interviennent de manière décisive aux côtés des troupes françaises et sauvent la bataille de Formigny. Il est l'artisan de la victoire de Formigny le 15 avril 1450 où il combat glorieusement les Anglais qu’il chasse de Normandie : prévenu par Clermont de la menace anglaise, il arrive par Dol, Granville, Coutances puis Saint-Lô et se dirige vers Trévières puis Formigny avec environ 1 500 cavaliers. Il est accompagné par le comte de Laval et le maréchal de Lohéac. Il prendra le commandement de toute l'armée après son arrivée à Formigny. Désormais, la reconquête de la Normandie ne saurait s'arrêter. Malade, le duc de Bretagne, François Ier, doit abandonner à Richemont seul la campagne en Basse-Normandie. Rejoint par le roi, les Bretons assiègent Caen. En juillet 1450, le connétable se voit remettre les clés de la cité. À Cherbourg, la tâche se révèle plus ardue et de valeureux capitaines bretons y trouvent la mort, entre autres Tugdual de Kermoysan. À l'issue de la campagne, Charles VII confie à Richemont le gouvernement de la province.
Pour cette raison, la reconquête de la Guyenne, qui marque la fin des opérations militaires de la guerre de Cent Ans se fait sans lui. En 1453, les Bretons servent à Castillon, non plus sous les ordres du connétable ainsi mis à l'écart, mais commandés par le jeune François, comte d'Étampes.

### L'affaire Gilles de Bretagne
Le 24 avril 1450, Olivier de Méel, ancien écuyer d'Arthur en 1442, assassine Gilles de Bretagne, le représentant du parti pro-anglais dans le duché. Gilles, fils du duc Jean V de Bretagne, est donc le neveu d'Arthur et le frère du duc François Ier de Bretagne. Son meurtre accompli, Olivier de Méel fuit en France et trouve asile au château de Marcoussis. Il y est enlevé, en terre française, par deux écuyers d'Arthur, afin d'être exécuté à Vannes le 8 juin 1451, ce qui déclenche un conflit avec le roi de France.

### ArthurIII, duc de Bretagne
Le 22 septembre 1457, Arthur de Richemont voit son second neveu, Pierre II de Bretagne, successeur de François Ier de Bretagne, disparaître à son tour. Cette disparition fait de lui le nouveau duc de Bretagne.[style à revoir]

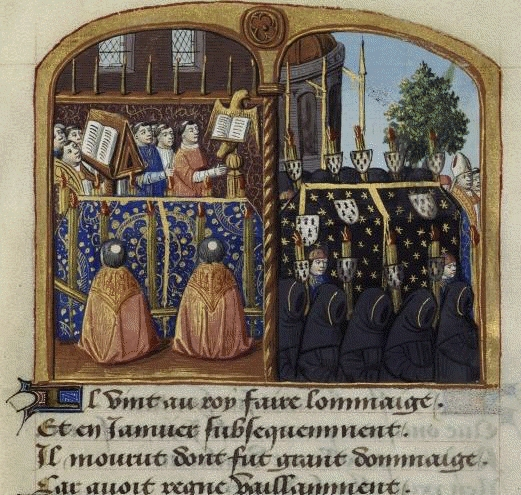
Les funérailles de Pierre II et d'Arthur III. Vigiles de Charles VII.

Il meurt le 26 décembre 1458. Son corps est inhumé dans l'église des chartreux de Nantes. Son tombeau, construit par Catherine de Luxembourg, est chargé des armes de Bretagne et de Luxembourg. Ses restes sont ensuite transférés dans la chapelle Saint-Clair, à la cathédrale dans le tombeau de François II en 1817. Le duché de Bretagne revient à son neveu, François II de Bretagne, fils aîné de Richard de Bretagne.

### ArthurIIIet l'hommage
Il fait un hommage non-lige au roi de France pour la Bretagne. À l'occasion d'une invitation du roi à se rendre en tant que pair de France à Montargis pour le procès du duc d'Alençon, il déclare par une lettre datée du 11 mai 1458 : « J'ai de tout temps servi Charles et son royaume ; je suis connétable, et comme tel je suis tenu de me rendre aux ordres du roi, mais non comme duc de Bretagne. Je ne suis point pair de France, attendu que mon duché n'a jamais fait partie du royaume, et qu'il n'en est point un démembrement ; et, pour ne pas compromettre l'indépendance de mes sujets, je ne comparaîtrai ni à Montargis ni ailleurs. »

### Mariages
Marié à trois reprises, il n'a pas de postérité légitime :
1. le 10 octobre 1423 à Dijon, Marguerite de Bourgogne, fille de Jean sans Peur, duc de Bourgogne et de Marguerite de Bavière, veuve de Louis de Guyenne (1397-1415), Dauphin de France ;
2. le 29 août 1442 à Nérac, Jeanne II d'Albret (1425-1444), comtesse de Dreux, fille de Charles II d'Albret et d'Anne d'Armagnac ;
3. le 2 juillet 1445 Catherine (morte en 1492), fille de Pierre Ier de Luxembourg-Saint-Pol, comte de Saint-Pol et de Brienne, et de Marguerite des Baux.

### Descendance légitimée par le roi
Il laisse toutefois une fille Jacquette de Bretagne, qui épousa Artus Brécart, écuyer du duc de Bretagne Arthur III, connétable de Rennes et capitaine de Mervent, du Coudray-Salbart et Saint-Aubin-du-Cormier ; elle fut légitimée par le roi de France Charles VII, sa mère est restée inconnue :
« En septembre 1443 Jacquette de Bretagne, fille naturelle de Arthur III, bâtarde de Richemont, légitimée par lettres du roi Charles VII de France données à Saumur sans finance, avait été mariée le 15 janvier 1438 à Artus Brécart, écuyer de son père. Arthur III lui avait donné en la mariant cent livres de rente qu'il racheta par le don de la seigneurie de Brehat le 9 janvier 1451. Artus Brécart, fut fait capitaine de Mervent, puis de Saint-Aubin du Cormier et du Coudray-Salbart, par lettres du 8 octobre 1457, à quoi le duc Arthur III son beau-père ajouta une pension annuelle de six-vingt écus le 1er novembre 1457, et par autres lettres du 15 décembre 1457, il le confirma dans la possession et propriété de la terre de Bréhat. Leur fils François Brécart, sieur de l'Isle de Brehat, fut envoyé en Angleterre au mois de juillet 1491 par la duchesse Anne, pour presser le roi d'Angleterre Henri VII de lui envoyer du secours »
À l'époque la châtellenie de Bréhat représentait 100 livres de rente. 
« Le receveur s'excuse de compter des revenus de Brehat parce que ledit seigneur en avoit fait don à Artus Brecart. La chambre des comptes à qui ce compte avoit été présenté, verifia les lettres du don qui sont en date du 19 décembre 1449 et les fit inscrire au long dans ce compte. Elles portent que le comte de Richemont avoit promis à Jacquette de Bretagne sa fille naturelle mariée audit Brecart, une rente de 100 livres et que pour l'assiete de la dite rente, il lui donne l'isle de Bréhat avec ses apartenances et dependances, avec la reserve du ressort à la barre de Lanvollon. On voit aussi dans ce compte la ratification du duc de Bretagne ». 
Titulaires des droits et titres de Jacquette de Bretagne, ses descendants : les familles de Rochedec, puis Balavenne de Kerlan-Lestrézec et Balavenne de Leshildry et Kernonen, alias Balavoine, négocient avec le duc de Penthièvre Sébastien de Luxembourg, vicomte de Martigues, l'échange de la seigneurie de Bréhat contre un ensemble de seigneuries situées sur les paroisses de Tréméloir, Pordic, et Plérin. En raison du décès du duc de Penthièvre en 1569, ces négociations entre la famille Balavenne et les héritiers du duc de Penthièvre se poursuivirent jusqu'à la fin du XVIe siècle, pour se terminer sous la Régence de Louis XIII, avec l'accord donné par la reine Marie de Médicis à une cession de droit seigneuriaux détenus par les héritiers de Jacquette de Bretagne au profit de la Couronne de France, contre versement de sommes prises sur le Trésor.

### Écuyers connus
- Olivier de Méel
- Guillaume Gruel
- Artus Brécart (après 1415-1480)

### Commémoration et jugements postérieurs

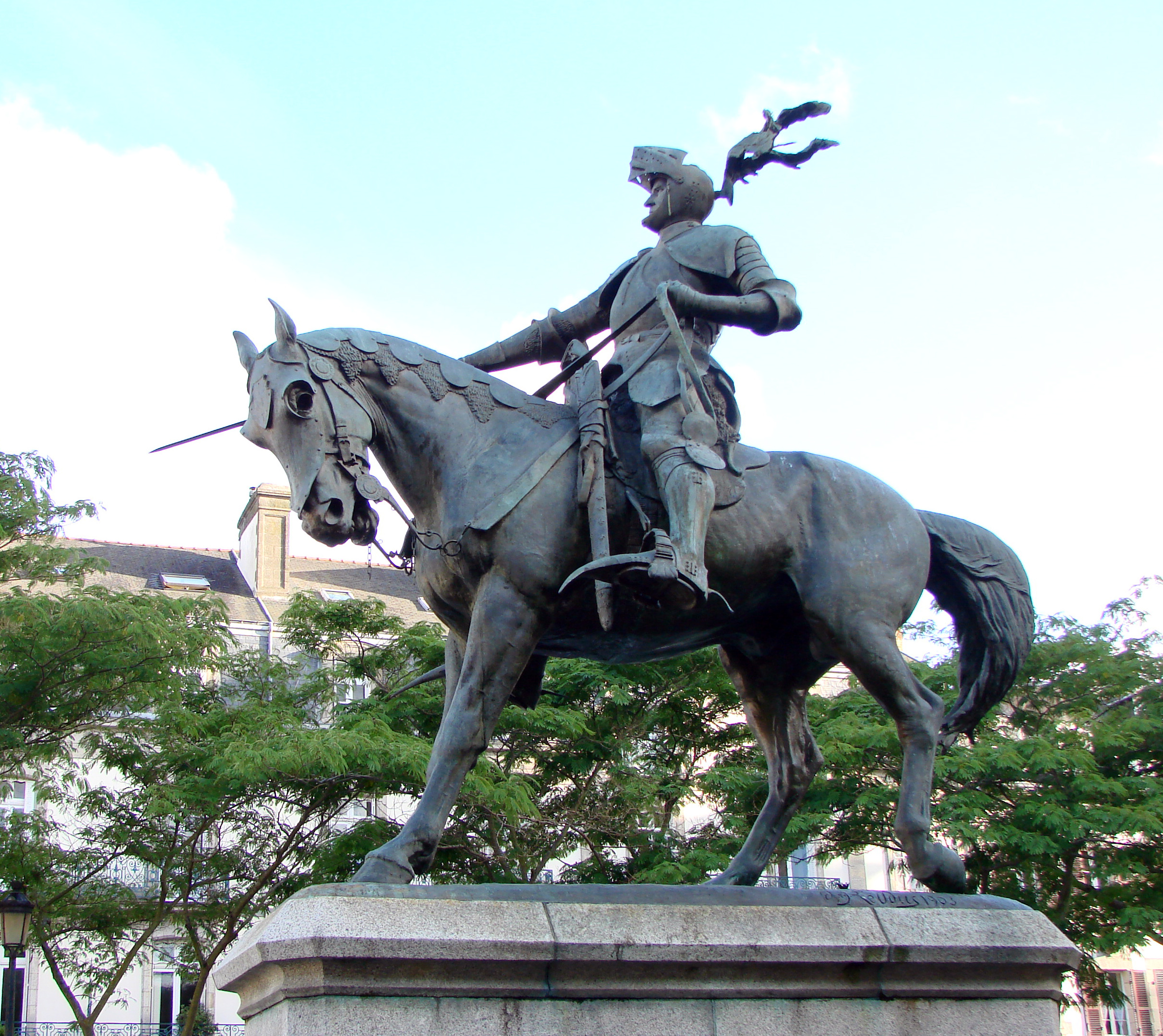
Arthur Le Duc, Monument au connétable de Richemont (1905, détail), Vannes, place de l'hôtel de ville.

- Le Monument au connétable de Richemont (1905), à Formigny, statue équestre en bronze par Arthur Le Duc, domine la place de l'hôtel de ville de Vannes.
- Le Monument commémoratif de la bataille de Formigny (1903), statue en bronze par Arthur Le Duc, représente le connétable de Richemont (Arthur III de Bretagne) et le comte de Clermont (Jean II de Bourbon), qui commandaient l'armée de Charles VII, encadrant une allégorie représentant la France victorieuse.
- En souvenir du connétable puis duc de Bretagne, les légitimistes du comté de Rennes ont appelé leur association Cercle Arthur de Richemont. Ce cercle est adhérent à la Fédération bretonne légitimiste.
- Le site de la région de Gendarmerie Départementale du Centre Val-de-Loire se nomme " Caserne Connétable de Richemont" en son honneur.
- Sa biographie est connue par le récit que fit Guillaume Gruel, l'un de ses écuyers : La Chronique d'Arthur III.
- « Le connétable de Richemont était le seul homme qui prit à cœur les intérêts de la monarchie et songé à sa défense » — Jean de Sismondi, Histoire des français, XIII, 1422-1456.
- « Parmi les hommes célèbres du règne de Charles VII, le Bien Servi, s'il en est un qui mérite d'occuper à côté de Jeanne d'Arc le premier rang, on peut affirmer, tout bien pesé, que c'est le connétable de Richemont. » — Eugène Cosneau, Le Connétable de Richemont. Cité aussi par Ernest Lavisse.
- « La meilleure arme de la France contre la Grande-Bretagne avait été la Bretagne. » — Jules Michelet cité par J. Urvoy de Closmadeuc, Infobretagne (Richemont).
- « Du Guesclin, Clisson, Arthur de Richemont, les plus grands capitaines du Moyen Âge, sortirent du duché » — Alexandre Mazas, Vies des grands capitaines français du Moyen Âge, volume 2.
- « [Richemont] sera l'organisateur de la victoire » — Jean Favier, la Guerre de Cent Ans, Fayard, p. 471.
- « Le meilleur homme de guerre de Charles VII était Richemont » — Jean Favier, op. cit., p. 487.

## Titulature
- Duc de Bretagne (1457-1458)
- Honneurs de Richmond (1393-1399)
- Connétable de France (1425-1458)
- Duc de Touraine
- Comte de Dreux (1442-1444)
- Comte de Montfort (1457-1458)
- Gouverneur de Normandie
- Comte d'Ivry
- Comte de Gien
- Baron de Parthenay

### Sources primaires
- Guillaume Gruel, Chronique d'Arthur de Richemont, connétable de France, duc de Bretagne (1393-1458) : édition établie par  Achille Le Vavasseur, Paris, Librairie Renouard, 1890, 313 p. (lire en ligne).